# Lill-Daltjärnen, Västerbotten
Lill-Daltjärnen är en sjö i Norsjö kommun i Västerbotten och ingår i Skellefteälvens huvudavrinningsområde. Sjön har en area på 0,0343 kvadratkilometer och ligger 233,6 meter över havet.

## Delavrinningsområde
Lill-Daltjärnen ingår i det delavrinningsområde (721175-167415) som SMHI kallar för Mynnar i Malån. Medelhöjden är 284 meter över havet och ytan är 12,33 kvadratkilometer. Räknas de 16 avrinningsområdena uppströms in blir den ackumulerade arean 351,57 kvadratkilometer. Norsjöån (Holmträskån) som avvattnar avrinningsområdet har biflödesordning 3, vilket innebär att vattnet flödar genom totalt 3 vattendrag innan det når havet efter 98 kilometer. Avrinningsområdet består mestadels av skog (82 procent). Avrinningsområdet har 0,04 kvadratkilometer vattenytor vilket ger det en sjöprocent på 0,3 procent.